# Take On Me
《Take On Me》는 노르웨이의 신스팝 밴드 아하의 노래이다. 폴 보크토르사보이가 작곡하였으며, 오리지널 버전에서는 토니 맨스필드가 프로듀싱을 하였고 리믹스 버전에서는 존 랫클리프가 하였다. 이 곡의 두 번째 버전은 밴드의 두 번째 정규 앨범 《Hunting High and Low》을 위해 앨런 타니가 프로듀싱을 했다. 이 곡은 어쿠스틱 기타, 키보드, 드럼을 포함한 다양한 악기들과 함께 신스팝 요소를 포함하고 있다.
이 곡의 뼈대가 되는 곡은 원래 폴 보크토르와 망네 푸루홀맨이 모르텐 하르케를 만나기 전에 다른 밴드인 '브리저스'에 소속되어 있던 1981년에 활동했다가 실패했던 《The Juicy Fruit Song》이라는 노래이며 두 사람은 이 노래를 발표했다가 차트아웃 당한 적이 있었는데 바로 이 《The Juicy Fruit Song》이 《Take On Me》와 멜로디만 완벽하게 일치하는 노래였다. 이후 폴 보크토르와 망네 푸루홀맨은 모르텐 하르케를 만나서 아하를 결성한 후 《The Juicy Fruit Song》을 제목부터 《Take On Me》로 변경한 뒤 대대적으로 뜯어고쳤다. 이 과정에서 뮤직비디오를 제작하기 위해 만화가까지 고용해가면서 'Take On Me'를 만들어가기 시작했다.
원래의 《Take On Me》는 1984년에 녹음되어서 발표되었지만 실패했고 이후 두 번째 버전을 만든 뒤 최종적으로 영국에 발매되었으며, 1985년 10월 영국 싱글 차트 2위에 올랐다. 1985년 10월 미국에서는 스티브 배런이 제작한 역동적인 뮤직 비디오의 MTV에 대한 폭 넓은 노출로 인해 빌보드 핫 100 1위에 오르는 아하의 유일한 곡이 되었다. 뮤직 비디오에는 실사촬영이 혼합된 로토스코핑이라고 불린 연필화 애니메이션 방식으로 밴드 멤버들이 출연했다. 뮤직 비디오는 1986년 MTV 비디오 뮤직 어워드에서 6개 부문 수상과 2개 부문 후보에 올랐다.

## 포맷과 트랙 리스트
7": 워너 브라더스 레코드 / W 9146 United Kingdom (1984)
1. "Take On Me" (오리지날 버전) – 3:18
2. "And You Tell Me" – 1:48

- 1번 트랙은 토니 맨스필드가 프로듀싱을 하였고 존 랫클리프와 아하가 리믹싱하였다.

12": 워너 브라더스 레코드 / W 9146T United Kingdom (1984)
1. "Take On Me" (긴 버전) –  3:46
2. "And You Tell Me" – 1:48
3. "Stop! And Make Your Mind Up" – 2:57

- 1번 트랙은 토니 맨스필드가 프로듀싱을 하였고 존 랫클리프가 리믹싱하였다.

7": 워너 브라더스 레코드 / W 9006 United Kingdom (1985)
1. "Take On Me" (싱글 버전) – 3:49
2. "Love Is Reason" – 3:04

- 1번 트랙은 앨런 타니가 프로듀싱하였다.
- 1번 트랙은 앨범 버전과 동일하다.

 12": 워너 브라더스 레코드 / W 9006T United Kingdom (1985)
1. "Take On Me" (Extended version) – 4:50
2. "Love Is Reason" (LP version) – 3:04
3. "Take On Me" (Single version) – 3:49

- 1번과 3번 트랙은 앨런 타니가 프로듀싱하였다.
- 3번 트랙은 앨범 버전과 동일하다.

 7": 워너 브라더스 레코드 / 7-29011 United States (1985) 
1. "Take On Me" – 3:46
2. "Love Is Reason" – 3:04

- 1번 트랙은 앨런 타니가 프로듀싱하였다.
- 2번 트랙은 존 랫클리프와 아하가 프로듀싱하였다.

12": 워너 브라더스 레코드 / PRO-A-2291 (Promo) United States (1985)
1. "Take On Me" (긴 버전) –  4:47 (a.k.a. "확장 버전")
2. "Take On Me" (싱글 버전) – 3:46

- 1번과 3번 트랙은 앨런 타니가 프로듀싱하였다.

## 차트 순위
| 차트 (1984–1986)               | 최고 순위 |
| ------------------------------ | --------- |
| 노르웨이 (VG-리스타)           | 3         |
| 영국 싱글 (오피셜 차트 컴퍼니) | 137       |

| 차트 (1985–86)                              | 최고 순위 |
| ------------------------------------------- | --------- |
| 오스트레일리아 (켄트 뮤직 리포트)           | 1         |
| 오스트리아 (Ö3 오스트리아 탑 40)            | 1         |
| 벨기에 (울트라탑 50 플랑드르)               | 1         |
| 벨기에 (VTR 탑 30 플랑드르)                 | 1         |
| 캐나다 (CHUM)                               | 1         |
| 캐나다 탑 싱글 (RPM)                        | 2         |
| 핀란드 싱글 차트                            | 4         |
| 프랑스 (SNEP)                               | 3         |
| 독일 (미디어 컨트롤 AG)                     | 1         |
| 아일랜드 (IRMA)                             | 2         |
| 이탈리아 (FIMI)                             | 1         |
| 일본 오리콘 싱글 차트                       | 25        |
| 네덜란드 (네덜란드스 탑 40)                 | 1         |
| 네덜란드 (싱글 톱 100)                      | 1         |
| 뉴질랜드 (레코드 뮤직 NZ)                   | 7         |
| 노르웨이 (VG-리스타)                        | 1         |
| 포르투갈 싱글 차트                          | 2         |
| 남아공 (스프링복 라디오)                    | 7         |
| 스페인 (AFYVE)                              | 11        |
| 스웨덴 (스베리예토프리스탄)                 | 1         |
| 스위스 (슈바이처 히트파라데)                | 1         |
| 영국 싱글 (오피셜 차트 컴퍼니)              | 2         |
| US 빌보드 핫 100                            | 1         |
| 영국 어덜트 컨템포러리 (빌보드)             | 4         |
| 미국 핫 댄스 뮤직/맥시-싱글 세일스 (빌보드) | 36        |
| 미국 캐쉬 박스                              | 1         |

| 차트 (1985–1986)                  | 순위 |
| --------------------------------- | ---- |
| 오스트레일리아 (켄트 뮤직 리포트) | 12   |
| 벨기에 (울트라톱 플랑드르)        | 46   |
| 캐나다 톱 싱글 (RPM)              | 29   |
| 독일 (공식 독일 차트)             | 46   |
| 네덜란드 (네덜란드스 탑 40)       | 60   |
| 네덜란드 (싱글 톱 100)            | 24   |
| 영국 (갤럽)                       | 9    |
| 미국 빌보드 핫 100                | 10   |
| 미국 캐쉬 박스                    | 15   |

| 차트 (1986)           | 순위 |
| --------------------- | ---- |
| 독일 (공식 독일 차트) | 34   |
| 이탈리아 (FIMI)       | 7    |

| 차트 (1984–1986)     | 순위 |
| -------------------- | ---- |
| 브라질 (ABPD)        | 7    |
| 노르웨이 (VG-리스타) | 36   |